# 住宅宿泊事業法
住宅宿泊事業法（じゅうたくしゅくはくじぎょうほう）は、民泊のうち住宅宿泊事業の健全な普及を図ること等を目的とした日本の法律。2017年6月16日に公布され、2018年6月15日に施行された。平成29年法律第65号。略称・通称は「民泊新法」。下位法令に住宅宿泊事業法施行規則（平成29年10月27日厚生労働省・国土交通省令第2号）（以下本項では規則と表記）などがある。
この法律は、年間営業日数180日以内の民泊を旅館業ではなく住宅宿泊事業とし、残りの日数を住居として使用することとしたことで、建物の用途を住居とし、建築基準法や、都市計画法といった関連規制の対象外とする規制緩和を図るもの。

## 目的（第1条）
この法律は、日本における観光旅客の宿泊をめぐる状況に鑑み、
- 住宅宿泊事業を営む者に係る届出制度
- 住宅宿泊管理業を営む者及び住宅宿泊仲介業を営む者に係る登録制度

を設ける等の措置を講ずることにより、これらの事業を営む者の業務の適正な運営を確保しつつ、国内外からの観光旅客の宿泊に対する需要に的確に対応してこれらの者の来訪および滞在を促進し、もって国民生活の安定向上及び国民経済の発展に寄与することを目的とする（1条）。

## 定義（第2条）
住宅
本法において住宅とは、次の2つの要件に当てはまる家屋のことをいう（2条第1項）。
1. 家屋内に台所など生活の本拠として必要なもので、国土交通省令・厚生労働省令で定める設備があること（同第1項第1号）。「国土交通省令・厚生労働省令で定める設備」は台所、浴室、便所、洗面設備と規定される（規則1条）。この４つの設備は「4点セット」などとも呼ばれる。これらの設備は必ずしも1棟に設けなくてもよく、届け出施設内にすべて備えられていればよい。
2. 現に生活の本拠として使用されている家屋その他の家屋で、人の居住の用に供されていると認められるものとして、国土交通省令・厚生労働省令で定めるもの（同第1項第2号）。「国土交通省令・厚生労働省令で定めるもの」とは規則2条に規定される次のいずれかにあてはまる家屋で、何らかの事業に使用されていないもの。

- 現に人の生活の本拠として使用されている家屋（規則2条第1号）
- 入居者の募集が行われている家屋（同第2号）
- 随時その所有者、賃借人または転借人の居住の用に供されている家屋（同第3号）

「入居者の募集」は賃貸か分譲かは問わない。社員寮などの、入居者が限定された住居も含まれる。ただし、故意に不利な入居の条件を記載するなど、募集の意図がないことが明らかな場合は対象外となる。「随時～居住の用に供されている家屋」とは生活の本拠とはしていないものの、所有者が使用の権限を有しているもの。例えば次のものが考えらえる。
- 季節利用の別荘
- 一時的に生活している家
- 休日のみ使用のセカンドハウス
- 相続などで所有している空き家

住宅宿泊事業（後述）として使用するためには住宅の2つの要件を両方満さなければならない。どちらかが欠ける場合は住宅宿泊事業を営むことはできない。例えば、浴室のないアパートの1室や、飲食事業などに使用される店舗を、住宅宿泊事業として貸し出すことはできない。
宿泊
寝具を使用して施設を使用すること(2条第2項)。
住宅宿泊事業
旅館業法第3条の2第1項に規定する営業者以外の者が、宿泊料を受けて住宅に人を宿泊させる事業であり、人を宿泊させる日数が、１年間で180日を超えないものをいう（同第3項）。宿泊日数の算定は規則3条に規定され、内容は、正午から翌日の正午の利用を1日と数え、毎年4月1日正午から翌年4月1日までの期間で算定するもの。日数の算定方法は、宿泊施設の利用者は一般的に午後にチェックインし翌午前にチェックアウトする場合が多いという事情を踏まえたものである。
「人を宿泊させた日数」は届け出施設ごとに算定する。たとえ営業者が変更されたとしても、規則3条の期間内の宿泊日数は通算される。複数グループが同一施設に宿泊した場合も同日であれば1日と数える。宿泊かの施設の賃借か判断は、衛生上の維持管理の責任が営業者にあるか宿泊派にあるか、宿泊者が生活の本拠として使用しないかで判断する。
住宅宿泊事業者
3条第1項の届出をして住宅宿泊事業を営む者をいう。（同第4項）
住宅宿泊管理業務
第5条から10条までの規定による業務、届出住宅（3条第1項の届出に係る住宅のこと）の維持保全に関する業務（同第5項）。届出住宅の維持保全に関する業務は、住宅宿泊事業の適切な実施のために必要な、人が日常生活を営むための機能の維持のことで、具体的には住宅に設ける必要がある台所、浴室、便所、洗面設備の機能の他は、水道・電気といったライフラインに問題はないか、ドア・サッシその他の機能に問題はないかなどが含まれる。
住宅宿泊管理業
住宅宿泊事業者から第11条第1項の規定による委託を受けて、報酬を得て、住宅宿泊管理業務を行う事業をいう（同第6項）。報酬を受けない場合は住宅宿泊管理業に該当しないが、金銭以外の形態でも実質的に何らかの対価を得る場合は該当する。また次項の住宅宿泊管理業者から再委託を受け住宅宿泊管理業務の一部を行う場合は該当しない。
住宅宿泊管理業者
22条第1項の登録を受けて住宅宿泊管理業を営む者（同第7項）。
届出施設に住宅宿泊事業者（営業者）が居住している場合など、住宅宿泊管理業者に管理業務を委託する必要がない場合で、住宅宿泊管理業務の一部を、住宅宿泊事業者の責任のもと行う場合は該当しない。
住宅宿泊仲介業務
- 宿泊者が届出住宅における宿泊のサービスを受けることについて、宿泊者に代理して契約、媒介または取次ぎをする行為（同第8項第1号）。

または、
- 宿泊者に対する届出住宅における宿泊のサービスの提供について、住宅宿泊事業者に代理して契約または媒介をする行為（同第8項第2号）

といったこれらの業務を、報酬を受けて行う場合は後述の住宅宿泊仲介業者の登録が必要となる。
住宅宿泊仲介業
旅行業法第6条の4第1項に規定する旅行業者以外の者が、報酬を得て、前述の住宅宿泊仲介業務を行う事業（同第9項）。報酬とは、金銭あるいは金銭以外の形態でも実質的に何らかの対価を得ている場合は報酬を受けていると判断される。
住宅宿泊仲介業者
46条第1項の登録を受けて住宅宿泊仲介業を営む者（同第10項）

## 住宅宿泊事業（第3～21条）

### 住宅宿泊事業の届出（第3条、第4条)
住宅宿泊事業を営もうとする者は、都道府県知事に届出をすることで、旅館業法第3条第1項の規定にかかわらず、住宅宿泊事業を営むことができる。68条第1項の規定により保健所設置市や特別区が本法を処理する場合は、その市や区の長に届け出を行う（3条第1項）。届出は、住宅宿泊事業を営もうとする住宅ごとに、事業を開始しようとする日の前日までに行うこととされる（第3条第2項、規則4条第1項）。届出書の記載事項については同第2項第1～7号および規則4条第2項、第3項に規定され、届出書の添付書類については第3条第3項および、規則第4項、第5項に規定される。届出は民泊制度運営システムを利用して行うこととされる。
「住宅宿泊事業を営もうとする住宅ごとに」とは、1棟の住宅である必要はなく、建物の一部のみを住宅宿泊事業に使用する場合は、住宅の要件を満たしている限り、その部分だけを届け出ることができる。１つの住宅に複数事業者が重複して届出をすることはできない。ただし事業を共同で実施する者等、連名者の関係が明確な場合、連名で届出ることは可能。この場合4条の欠格事項は連名者ごとに適用される。届出を受理した都道府県知事等は、速やかに届出番号を住宅宿泊事業者に通知しなければならない（規則4条第7項）。この届出番号は13条の掲示要件に含まれる。第4条には届出に関する欠格事由が定めらている。これにあてはまるものは住宅宿泊事業を営んではならないとされる。

### 住宅宿泊事業の業務（第5条）
住宅宿泊事業者は、届出住宅の各客室について、床面積に応じた宿泊者数の制限、定期的な清掃、その他の宿泊者の衛生の確保を図るための、厚生労働省令で定められた措置を講じなければならない（第5条）。「厚生労働省令で定められた」とは厚生労働省関係住宅宿泊事業法施行規則（平成29年10月27日号外厚生労働省令第117号）（以下、厚規則）に定められた内容のことで。具体的内容は次の通り
- 宿泊者一人当たりの床面積は3.3平方メートル以上確保すること（厚規則第1号）。

感染症等衛生上のリスク低減のための措置。床面積は宿泊者が占有する部分の内寸面積をさす。,
- 定期的な清掃及び換気を行うこと（同第2号）。

その他、寝具のシーツなど人が接触するものに関しては、宿泊者が入れ替わるごとに、選択したごとに取り換える。住宅の設備や備品は清潔を保ち、ダニ・カビが発生しないよう防湿をするなどの措置が考えられる。

### 宿泊者の安全の確保（第6条）
住宅宿泊事業者は届出住宅について、火災その他の災害が発生した場合における宿泊者の安全確保を図るために必要な、国土交通省令で定められた措置を講じなければならない（第6条）。「国土交通省令で定められた」とは、国土交通省関係住宅宿泊事業法施行規則（平成29年10月27日号外国土交通省令第65号）（以下、国規則）で定められた内容のこと、具体的にはつぎのとおり。
- 国土交通大臣が定めるところにより、非常用照明器具を設けること（国規則1条第1号）。
- 避難経路を表示すること。（同第2号）
- 前２号に掲げるもののほか、火災その他の災害が発生した場合における宿泊者の安全の確保を図るために必要な措置として国土交通大臣が定めるもの。（同第3号）

第1号の「国土交通大臣が定めるところ」、第3号の「国土交通大臣が定めるもの」とは『非常用照明器具の設置方法及び火災その他の災害が発生した場合における宿泊者の安全の確保を図るために必要な措置を定める件（平成29年11月28日国土交通省告示第1109号）』の内容をさし、非常用照明器具のほか、警報器の設置の方法、防火の区画、その他安全措置について定められている。

### 外国人観光旅客である宿泊者の快適性及び利便性の確保（第7条）
住宅宿泊事業者は外国語を用いた、宿泊設備の案内および交通手段に関する情報提供その他、外国人観光客である宿泊者の快適性・利便性の確保について省令で定めるものを講じないといけない（第7条）。
「省令で定めるもの」とは、国規則２条に定められるもので、内容は次のとおり。
1. 外国語を用いて、届出住宅の設備の使用方法に関する案内をすること（国規則2条第1号）。
2. 外国語を用いて、移動のための交通手段に関する情報を提供すること（同第2号）。例えば、周囲で利用可能な公共交通の情報や、最寄り駅から宿泊施設までの経路の情報など。[21]
3. 外国語を用いて、火災、地震その他の災害が発生した場合における通報連絡先に関する案内をすること（同第3号）。例えば、消防署、警察署、医療機関住宅宿泊管理業者への連絡方法。１～３号の「外国語」とは、宿泊予約の時点で日本語以外の言語として提示したものをさす。[21]
4. 1～3号に掲げるもののほか、外国人観光旅客である宿泊者の快適性及び利便性の確保を図るために必要な措置（同第4号）。

### 宿泊者名簿の備付け（第8条）
住宅宿泊事業者は、省令で定める場所に宿泊者名簿を備え付け、都道府県知事の要求があったときは、これを提出しなければならない。（8条第1項）また宿泊者は、住宅宿泊事業者から照会されたときは、宿泊者名簿に必要な事項を答えなければならない（同第2項）。「省令で定める場所」とは届け出住宅、あるいは住宅宿泊事業者の営業所または事務所である。（規則7条第2項）「宿泊者名簿に必要な事項」は氏名、住所、職業、宿泊日、宿泊者が日本国内に住所を有しない外国人であるときは、その国籍及び旅券番号（同第3項）。
宿泊者名簿は、正確な記載を確保するための措置を講じた上で作成し、その作成の日から3年間保存することとされる（同第１項）。「正確な記載を確保するための措置」とは、宿泊日までに宿泊者それぞれについて本人確認を行う、また旅券の呈示を求めると同時にその複写を名簿とともに保管することなど。

### 周辺地域の生活環境への悪影響の防止に関し必要な事項の説明（第9条）
住宅宿泊事業者は、宿泊者に対し、騒音など、周辺地域の生活環境への悪影響の防止に関する事項で、国土交通省令・厚生労働省令で定めるものについて説明しなければならない（9条第1項）。また外国人の宿泊者については外国語で説明をしなければならない（同第2項）。説明方法は、書面のほか適切な方法で行うものとされ（規則8条第1項）、具体的には部屋に利用規約を備えておく、備え付けのタブレット端末で表示できるようにしておくなど。「国土交通省令・厚生労働省令で定めるもの」とは騒音の防止に関する事項、ごみの処理に関しする事項、火災の防止に関する事項、その他の事項（規則8条第2項）をさす。例えば、騒音とごみの事項に関しては、深夜に大声を出さない、バルコニーなどの屋外で宴会をしない、市町村の分別方法に従って届出住宅内の適切な場所にごみを捨てること、などが考えられる。火災の防止の事項は、ガスの元栓の開閉方法、消火器の使用方法などが考えられる。

### 苦情等への対応（第10条）
住宅宿泊事業者は、周辺住民より苦情が寄せられたときは、適切かつ迅速にこれに対応しなければならない（10条）。苦情には深夜早朝を問わず、常時、宿泊者への応対や電話などで対応することが必要。注意を行っても改善されないような場合には、届け出住宅に赴き、宿泊者に対して退室を求めることなどが考えられる。届け出住宅に関して苦情が多発しているにも関わらず、住宅宿泊事業者が対策を取らない場合は、業務改善命令（15条）の対象になる。

## 住宅宿泊管理業（第22～45条）
住宅宿泊管理業者は、その事業を営もうとするときは国土交通大臣の登録を受けなければならない（22条第1項）。登録の申請書の記載事項は23条第1項に、申請書への添付書類については同第2項、および国規則6条に規定される。登録の申請は、民泊制度運営システムを利用して行うこととされる。登録は5年ごとの更新制（22条第2項）。
住宅宿泊管理業者は、住宅宿泊事業者から業務を委託された場合は、5～10条の規定を準用し、届け出住宅を管理しなければならない（36条）。